# Розалінд Лютес
Розалінд Лютес (англ. Rosalind Lutece) — вигаданий персонаж та квантовий фізик у грі BioShock Infinite.
Авторка книги «Принципи квантової механіки» та співавторка книги «Перешкоди для міжпросторових подорожей». Разом зі своїм «братом» Робертом направляла Букера ДеВітта та Елізабет протягом їх пригод Колумбією.

## Життєпис
З раннього віку Розалінд цікавилась теорією множинних реальностей, а згодом вона вирішила зв'язати своє життя з фізикою. Через багато років нескінченних експериментів з атомами вона досягла перших результатів: на нетривалий час атом завис у повітрі. На відміну від своїх колег, які називали це «квантовою левітацією», Розалінд називала це «Полем Лютес».
Через деякий час вчена познайомилась із Закарі Хейлом Комстоком, впливовим релігійним діячем, який проявив інтерес до її роботи. Він погодився профінансувати дослідження Розалінди в обмін на те, що вона допоможе йому створити місто, що буде парити в повітрі. Цим містом стала Колумбія, яку Комсток бачив у своєму передбаченні.
Паралельно з цим пані Лютес вперше зв'язалась із Робертом. Роберт Лютес — чоловіча версія самої Розалінд з альтерантивної реальності. За допомогою двох квантово заплутанних атомів «брат та сестра» змогли подолати просторово-часові бар'єри та спілкуватись за допомогою абетки Морзе. Повідомивши Комстоку нову інформацію, Розалінд та Роберт отримали завдання: створити пристрій, який дозволив би бачити альтернативні реальності. Закарі вважав, що «вікна» у ці реальності будуть діяти як пророцтва. Близнюки Лютес створять те, що вони назвуть «Розрив Лютес».
Закарі Комсток часто використовував пристрій, зазираючи у альтернативні реальності. Проте він не зрозумів одного маленького, але важливого моменту: розриви показують лише ймоврність тих чи інших подій, не більше. Надмірне користування розривами швидко зістарило Комстока та зробило його безплідним. З цього витікала наступна проблема: Комсток вважав, що Колумбія буде жити лише за умови того, що нею, після смерті Пророка (самого Закарі), буде правити його нащадок. І тут Лютеси прийшли на допомогу. Вони знайдуть дочку для Комстока в реальності Роберта та перенесуть її у реальність з Комстоком. 8 жовтня 1893 року Роберт Лютес та маленька Елізабет вперше опинилися у всесвіті Розалінд.
На відміну від дитини, яка не має великої кількості спогадів, Роберт був вже дорослим. Тому його адаптація в альтернативному світі проходила досить тяжко: постійний головний біль, кров з носа та непритомний стан. Розалінд доводилось багато часу проводити поруч із «братом», допоки він не звик до нової реальності. Про це свідчить голософон.
Після одужання Роберта, близнюки почали працювати разом та спостерігати за дорослішанням Елізабет, яку, за дорученням Комстока, заперли в башні. Через деякий час виявилось, що дівчина може самостійно відкривати розриви. Причиною став той факт, що під час переходу до іншої реальності, їй відсікло фалангу мізинця. Тобто, «частина» Елізабет залишилась у реальності Роберта, а інша «частина» опинилась у реальності Розалінд. Лютес зрозуміли — ця помилка коштуватиме дуже дорого, адже Елізабет виконає пророцтво Комстока і знищить Нью-Йорк у 1983 році.
Розуміючи помилку, Роберт висунув «сестрі» ультиматум: або вони повертають дівчинку додому, або він лишає Розалінд на самоті. Не маючи бажання розлучатися із братом, Розалінд погодилася допомогти йому, хоча і не була оптимістична щодо їх шансів на успіх.
Дізнавшись про план Лютесів, Комсток наказав Ієремії Фінку вбити вчених. 31 жовтня 1909 року Фінк виповнив наказ і саботував машину, що створювала розриви. Але Розалінд та Роберт не вмерли. Їх розсіяло в часі та просторі і відтепер вони можуть з'являтись там, де забажають і коли забажають. Розалінда була цілком задоволена новим станом, адже тепер вона розділить нескінченність разом з братом. Щодо Роберта, він не хотів прощатися з планом повернення Елізабет. Тому «брат» та «сестра» відправились на пошуки Букера ДеВітта, щоб він виправив цю ситуацію. Тут починаються події гри.

## Bioshock Infinite
На початку BioShock Infinite Лютеси переносять Букера з його реальності в реальність Комстока, а потім на маяк біля узбережжя штату Мен. Вони залишають йому коробку з його пістолетом, фотографією Елізабет та іншими речами, щоб допомогти йому в його місії. Вже в Колумбії, Букер отримує телеграму від Розалінд, що попереджає його не вибирати № 77 в розіграші. Пізніше ДеВітт зустрічає Розалінду і Роберта на ярмарку в Колумбії, де вони просять його кинути монету (що завжди призводить до випадання орла).
Лютеси продовжують направляти Букера, допомагаючи йому підказками та порадами. Зокрема, вони з'являються у ті моменти, коли герої перебувають на грані відчаю або в глухому куті.
Після того, як Букер і Елізабет знищують Сифон, вони усвідомлюють роль Лютесів у цій історії. Саме Роберт розшукав Букера ДеВітта, щоб віддати свою дочку Анну в обмін на покриття його боргів Комстоком. Букер спочатку погодився, але в останній момент передумав і спробував повернути її. Анна, Комсток та Роберт пройшли через портал, але дівчина зачепила мізинець, відрубавши його частину.

## BioShock Infinite: Burial at Sea (1,2)

### Episode 1
Лютеси з'являються лише наприкінці 1 епізоду доповнення BioShock Infinite: Burial at Sea. Коли Комсток пригадує події минулого, Роберт та Розалінд розповідають про його прохання. В цій реальності замість мізинця Елізабет втратила голову. Закарі був у тяжкій депресії і, щоб позбутися спогадів про смерть доньки, він попросив Лютесів забрати його з Колумбії. Новим містом для Комстока стало підводне місто Вознесіння — місце дії BioShock та BioShock 2.

### Episode 2
Відразу після вбивства Комстока, розлючений Великий Татко звертає свою увагу на Елізабет. Не встигнувши зреагувати, Елізабет вмирає від бура Татка. Завдяки своїм унікальним здібностям Елізабет надається вибір повернутися в Вознесіння, щоб врятувати маленьку дівчинку Саллі. Лютеси доставляють її до маяка. Вони попереджають її про те, що має статися. Висадивши дівчину, вони пливуть в темряву на човні, співаючи «Row, Row, Row Your Boat».
Пізніше Елізабет змушена повернутися в Колумбію через розрив. Піднімаючись через вентиляційний отвір, вона проходить поруч з кімнатою, де Ієремія Фінк і його син були взяті в заручники Дейзі Фіцрой під час нападу Vox Populi на Фабрику. Вона підслуховує, як Дейзі висловлює свою подяку за те, що зробили Лютеси, щоб почати революцію проти Комстока і засновників, але навідріз відмовляється позбавляти життя сина Фінка разом з його батьком. Близнюки поправляють Дейзі, маючи на увазі, що вона неправильно зрозуміла їх угоду; вони ніколи не говорили, що вона повинна завдати шкоди дитині або що саме вона знищить Комстока, а це означає, що вона повинна померти за свою революцію. Після розмови світло мерехтить, і Роберт з Розалінд зникають.

## Факти
- У певних випадках Розалінд буде коментувати дії гравця, якщо гравець не робить того, що потрібно в грі для продовження історії.
- Роль Лютесів дуже схожа на роль Бріджит Тененбаум з BioShock. Обидві були вченими, і обидва також докладали всіх зусиль, щоб допомогти головному герою з власних причин (Тененбаум допомагала Джеку, а Лютеси — Букеру). Вони вдвох зробили науковий прорив (розриви й АДАМ) з благою метою, але врешті-решт зруйнували обидва міста.
- «Lutèce» — це французьке слово, що позначає Лютецію — стародавнє римське місто, яке стояло там, де зараз знаходиться сучасний Париж. Париж, місто, в яке Елізабет відчайдушно хоче відправитися після втечі з Колумбії, згадується кілька разів і навіть показується в 2 епізоді Burial at Sea.
- І Розалінда, і Роберт Лютес отримали титул «Best Character of the Year» на церемонії VGX 2013 Awards. Irrational Games зняли два відеоролики з реакцією персонажів, спочатку на їх номінацію, а потім після перемоги.
- Ліндсі Кейл, яка також знімалась для Дейзі Фіцрой, подарувала свої рухи й Розалінд Лютес.
- Зовнішність Розалінд Лютес багато в чому заснована на іконі стилю «Gibson Girl».
- Коли Розалінд одягає плащ, вона вдягає й штани. Зазвичай, жінки того періоду носили довший плащ, який не вимагав штанів.
- Момент з підкиданням монети є відсилкою на п'єсу Розенкранц і Гільденстерн мертві.
- Кен Левін у своєму Твітері написав наступний пост: «Прийшов час приступити до роботи над тим, щоб дозволити фізикам на ім'я Лютес одружуватися на самих собі.», що натякає на стосунки між Робертом та Розалінд. Фанати назвали цей пейринг «Лютецест».
- Камео близнюків Лютес було у 22 епізоді 4 сезона My little pony: Friendship is magic.